# Cataglyphis viatica
Cataglyphis viatica es una especie de hormiga del género Cataglyphis, familia Formicidae. Fue descrita científicamente por Fabricius en 1787.
Se distribuye por Marruecos, Argelia, Omán, Georgia, Grecia y Montenegro. Se ha encontrado a elevaciones de hasta 800 metros. Vive en matorrales y el suelo.